# ヨリコ ジュン
ヨリコ ジュン（1973年1月22日 - ）は、日本の映画監督、演出家、脚本家、俳優である。anarchy film代表。

## 来歴・人物
東京都出身。日本映画監督協会 / 日本劇作家協会
演出家・脚本家・映像作家・映画監督。1988年より自身の劇団を創立し、演出・脚本・音楽・美術を手掛け、2011年より作家・田中芳樹原作の累計発行部数が1500万部を超えるベストセラーSF小説『銀河英雄伝説』シリーズの脚本・演出・映像を担当。
代表作はジョン・キャメロン・ミッチェル主演の『[HEADWIG AND THE ANGRY INCH「ヘドウィグ・アンド・アングリーインチ」SPECIAL SHOW』や映画「殺人の追憶」の原作である『私に会いに来て』等。
その他、主な舞台としては、脚本・演出・映像だけでなく作詞も担当した、手塚治虫原作『ファウスト～最後の聖戦～』、世界初舞台化『BIOHAZARD THE STAGE』、斬劇『戦国BASARA』シリーズなどがある。また、2003年より数々の映画・CMも手がけている。

## 舞台
1998年
- 『忘旧』演出／脚本／音楽／美術：武蔵野芸能劇場

1999年
- 『SEMINAR』演出／脚本／音楽／美術：武蔵野芸能劇場

2000年
- 『権力BAR1』演出／脚本／音楽／美術：池袋小劇場

2001年
- 『権力BAR2』演出／脚本／音楽／美術：池袋小劇場
- 『梅田コーポ殺人事件』演出／脚本／音楽／美術：池袋小劇場

2002年
- 『嬌姿の華』演出／脚本／音楽／美術：池袋小劇場

2004年
- 『夢幻の街』演出／脚本／音楽／美術：新宿歌舞伎町特設劇場

2005年
- 『シカツシルベ』演出／脚本／音楽／美術：新宿歌舞伎町特設劇場

2010年
- 『CHORIKO チョリ子』演出／脚本／音楽／美術：新宿歌舞伎町特設劇場
- 『MIMICRY ミミクリ』演出／脚本／音楽／美術：新宿歌舞伎町特設劇場
- 『TIC-TAC チックタック』演出／脚本／音楽／美術：新宿歌舞伎町特設劇場

2011年
- 『銀河英雄伝説 オーベルシュタイン編』アシスタントプロデューサー：渋谷区文化総合センター大和田 さくらホール
- 『銀河英雄伝説 外伝 ミッターマイヤー・ロイエンタール編』脚本：池袋サンシャイン劇場

2012年
- 『ZIPPY』演出／脚本／音楽／美術：新宿歌舞伎町特設劇場
- 『銀河英雄伝説 輝く星 闇を裂いて』演出／脚本／映像：東京国際フォーラムホールC
- 『銀河英雄伝説 撃墜王』脚本／映像：天王洲銀河劇場

2013年
- 『ANARCHIST』演出／脚本／音楽／美術：新宿歌舞伎町特設劇場
- 『銀河英雄伝説 初陣 もうひとつの敵』ステージプロデューサー：日本青年館大ホール
- 『銀河英雄伝説 第三章 内乱』ステージプロデューサー／脚色：青山劇場
- 『銀河英雄伝説 第四章 前篇 激突前夜』演出：東京国際フォーラムホールC
- 『余白な僕ら』演出：全労済ホールスペース・ゼロ

2014年
- 『ANTITHESEアンチテーゼ』演出／脚本／音楽／美術：pit北／区域
- 『HISTERIC 6』演出／脚本／映像：Zeppブルーシアター六本木
- 『ベートベン～手塚治虫ルートヴィヒBより』脚本／作詞：東京国際フォーラムホールC
- 『銀河英雄伝説 第四章 後篇 激突』映像監督：青山劇場

2015年
- 『BIOHAZARD THE STAGE』演出／脚本／映像：EX THEATER ROPPONGI
- 『ミュージカル ファウスト～最後の聖戦～』演出／脚本／作詞／映像：東京芸術劇場プレイハウス
- 『銀河英雄伝説 特別公演 星々の軌跡』演出／脚本／映像：Zeppブルーシアター六本木

2016年
- 『おやすみジャック・ザ・リッパー』演出／映像：博品館劇場
- 『スーベニア(Souvenir)～騒音の歌姫～ソプラノ歌手FF・ジェンキンスの夢物語』脚本／作詞／映像：Bunkamura シアターコクーン
- 『斬劇 戦国BASARA4皇 本能寺の変』構成／演出／映像：Zeppブルーシアター六本木
- 『舞台 戦国BASARA4皇』映像：Zeppブルーシアター六本木

2017年
- 『銀岩塩VOL.2 LIVE ENTERTAINMENT「牙狼＜GARO＞ -神ノ牙 覚醒-」』映像：全労済ホールスペース・ゼロ
- 『DINO SAFARI』演出／映像：渋谷ヒカリエホールA
- 『斬劇「戦国BASARA」小田原征伐』構成／演出／映像：AiiA 2.5 Theater Tokyo
- 『DINO A LIVE』映像：西武第二ビル8F くすのきホール
- 『BRAVE10』演出／脚本／映像：全労済ホール スペース・ゼロ
- 『HEDWIG AND THE ANGRY INCH「ヘドウィグ・アンド・アングリーインチ」SPECIAL SHOW[1]』演出／映像：東急シアターオーブ
- 『桜龍』演出／脚色／映像：CBGKシブゲキ!!
- 『斬劇 戦国BASARA 関ヶ原の戦い』構成／演出／映像：天王洲 銀河劇場

2018年
- 『斬劇「戦国BASARA」第六天魔王』構成／演出／映像：AiiA 2.5 Theater Tokyo
- 『DINO SAFARI2018』映像：渋谷ヒカリエホールA
- 『2.5次元ダンスライブ「S.Q.S」 Episode 1 はじまりのとき -Thanks for the chance to see you.-』演出／映像：よみうり大手町ホール
- 『舞台 BRAVE10～燭～』脚本／演出／映像：なかのZERO大ホール
- 『NORN9 ノルン+ノネット』映像：草月ホール
- 『2.5次元ダンスライブ「S.Q.S」 Episode 2 星芒の彼方－月野百鬼夜行綺譚－』脚色／演出/映像：ヒューリックホール東京
- 『斬劇「戦国BASARA」蒼紅乱世』構成／演出／映像：オルタナティブシアター

2019年
- 『牙狼＜GARO＞銀岩塩VOL.3 LIVE ENTERTAINMENT「神ノ牙-JINGA-転生」』映像：天王洲銀河劇場
- 『DEVIL MAY CRY ーTHE LIVE HACKERー』脚本/演出/映像：Zepp DiverCity（TOKYO）
- 『恐竜ライブ DINO SAFARI 2019』映像：渋谷ヒカリエホールA
- 『2.5次元ダンスライブ「S.Q.S（スケアステージ）」Episode 3「ROMEO - in the darkness -」』脚色／演出／映像：ヒューリックホール東京
- 『舞台「桃源郷ラビリンス」』映像：なかのZERO 大ホール／おかやま未来ホール
- 『舞台「アンフェアな月」第2弾〜刑事 雪平夏見シリーズ〜「殺してもいい命」』映像：サンシャイン劇場
- 『斬劇「戦国BASARA」天政奉還』構成／演出／映像：ヒューリックホール東京／シアタードラマシティ
- 『私に会いに来て』演出／映像：新国立劇場 小劇場／サンケイホールブリーゼ
- 『2.5次元ダンスライブ「S.Q.S（スケアステージ）」Episode 4 「TSUKINO EMPIRE2 -Beginning of the World-」演出／映像：舞浜アンフィシアター

2020年
- 『2.5次元ダンスライブ「S.Q.S（スケアステージ）」Episode 5 「篁 志季消失事件」演出／映像：ヒューリックホール
- 『斬劇「戦国BASARA」豊臣滅亡』演出／構成／映像：品川ステラボール／AiiA 2.5 Theater KOBE
- 『ROAD59 -新時代任侠特区-』演出／構成／映像：なかのZERO 大ホール

2021年
- 「ROAD59-新時代任侠特区-」摩天楼ヨザクラ抗争』演出／構成／映像：KAAT神奈川芸術劇場ホール
- 『ゼロの無限音階』 演出／脚本／映像：銀座博品館劇場
- 『家庭教師ヒットマンREBORN!』the STAGE -隠し弾（SECRET BULLET）- 演出／映像：天王洲 銀河劇場
- 『”BIRTH DAY” by Paradigm Shift』(ショートフィルム／第75回カンヌ国際映画祭上映作品)　監督

2022年
- 『殺人の告白』脚本／演出／映像：サンシャイン劇場
- 『COLOR CROW 緋彩之翼』　監督/脚本/撮影/編集

2023年
- 『モノノ怪〜化猫〜』演出／映像：飛行船シアター

※ 再演作品の明記はしていない

## 映画
- 2006年
  - 『十分缶の人生』監督／脚本
  - 『風之舞〜風の復活』監督
  - 『SHIKATSUSHIRUBE"』脚本／監督
  - 『a DEATH』脚本／監督
  - 『epirogue』脚本／監督
- 2007年
  - 『セックスエリート1』監督／脚本（原作：「セックスエリート―年収1億円、伝説の風俗嬢をさがして」幻冬舎アウトロー文庫）
  - 『セックスエリート2』監督／脚本（原作：「セックスエリート―年収1億円、伝説の風俗嬢をさがして」幻冬舎アウトロー文庫）
- 2008年
  - 『ジンとヒロキと妹のアタシ』監督／脚本（第11回プチョン国際映画祭正式招待作品／2008.フランクフルトNipponConnection正式招待作品）
  - 『やさしい旋律』監督／脚本（原作：「やさしい旋律」幻冬舎）
- 2009年
  - 『Short Film』監督／脚本
  - 『いぬばか』監督（原作：「いぬばか」集英社 ヤングジャンプコミックス）
- 2010年
  - 『Mamma』 監督／脚本（カンヌ国際映画祭2011正式出品作品）
- 2011年
  - 『SAKURA 桜』監督／脚本
- 2012年
  - 『Un fils, sa mère, leur sang（息子と母と血）』監督／脚本（カンヌ国際映画祭2012正式出品作品）
- 2013年
  - 『花鳥籠』監督／脚色（原作：「花鳥籠」無双舎)
  - 『JYO JYO』監督／脚本
  - 『予知輿地人魚』監督／脚本 第一回 団鬼六賞優秀賞受賞作品
- 2017年
  - 『アタシラ』監督／脚本
- 2019年
  - 『桃源郷ラビリンス』監督／脚本／編集
- 2021年　
  - 『アタシ、キレイ？』 監督／脚本
  - 『アンコンシャス』監督／脚本
  - 『BIRTHDAY』(東京48時間映画祭最優秀作品賞・美術賞・VFX賞. 2022カンヌ国際映画祭短編部門正式上映. 2022ロンドン映画祭SciーFi銀賞／オフィシャルセレクション)
- 2022年
  - 『2FATE』(2022ニューヨーク映画祭最優秀短編賞／最優秀脚本賞／短編映画監督銀賞.2022ロンドン映画祭審査員特別賞・短編・ドラマ・女優・脚本／ファンタジー銀賞.2022パリ映画祭最優秀ドラマ賞.2022フィレンツェ映画祭最優秀短編監督賞／最優秀SF賞／最優秀ファンタジー賞／最優秀女優賞／最優秀男優賞／最優秀脚本賞／最優秀編集賞／最優秀音楽賞／短編銀賞／ドラマ銀賞／プロデューサー銀賞／撮影銀賞.2022ラスベガス国際映画祭脚本フェスティバル／オフィシャルセレクション)
  - 『POSTMAN』 (2022東京48時間映画祭最優秀作品賞・観客賞・編集賞・ジャンル賞.2023Filmapaloozaハリウッドチャイニーズシアター正式上映.2023カンヌ国際映画祭短編部門正式上映)

- 2023年　
  - 『横濱の仮族』 (2023横浜国際映画祭正式上映)

- 2024年　
  - 『家出レスラー』（2024年5月17日公開予定、ブシロードムーブ） 監督[2]

## CM
- 『NEC劇場用HDプロジェクターHL1600HD CM』撮影監督
- 『NEC家庭用プロジェクターWT610J CM』撮影監督
- 『山梨県 西島和紙 CM』監督
- 『日本プロバスケbjリーグ富山グラウジーズ CM』監督
- 『日本プロバスケbjリーグ埼玉ブロンコス CM』監督
- 『カードファイト!! ヴァンガードCM「ブラスター・ブレード編」「ブラスター・ダーク編」』監督
- 『カードファイト!! ヴァンガードCM「カード編」』監督
- 『ヴァンガードZERO CM「中華配達員篇」「プロレスコーチ篇」』監督
- 『カードファイト!! ヴァンガードoverDress CM「買いに行きゃなきゃ教室篇」「買いにきたショップ篇」』監督
- 『カードファイト!! ヴァンガードCM「覚醒する転輪篇」「御薬袋ミレイ -封焔の巫女-篇」』監督
- 『カードファイト!! ヴァンガードCM「Stride Deckset Chronojet篇」「群雄凱旋篇」』監督

## PV
- 『spider Ash』監督
- 『はっぴいえんどを聴かせておくれよ（仮）カネコアヤノ』監督
- 『結婚しよ♪　cossami』監督
- 『光　Yellow Diamond』監督
- 『バディファイト×バディファイター　城田純』監督
- 『I HATE A SAD STORY 斉藤秀翼』監督

## LIVE
- 『小椋佳　生前葬コンサート』映像：NHKホール
- 『DANCE REPUBLIC ～The devotion～』映像：NEW PIER HALL
- 『Roselia 2nd Live「Zeit」　映像　幕張イベントホール
- 『「艦これ」鎮守府“氷”祭り in 幕張特設泊地 －氷上の観艦式－』演出／映像：幕張メッセ 国際展示場 1ホール
- 『DANCE REPUBLIC ～from of desire～』映像：NEW PIER HAL
- 『Roselia Live 「Vier」』映像：品川ステラボール
- 『TOKYO MX presents「BanG  Dream!」7th☆LIVE ■DAY1:Roselia 「Hitze」■DAY3:Poppin’Party 「Jumpin' Music♪」』演出／映像：日本武道館
- 『2.5次元ダンスライブ 「SQ」ステージ BLAZING & FREEZING』演出／映像：舞浜アンフィシアター
- 『D4DJ 1st LIVE』映像：幕張メッセ 国際展示場1ホール
- 『深海大サーカス「不思議の国の1YB3H」-1YB3H's Adventures in Wonderland-』演出／映像：舞浜アンフィシアター

## DVD
- 『Ash 5th ALBUM「spider」short movie Quiz』監督／脚本
- 『REAL TOKYO』監督
- 『サンリオ キキララこりん星』監督
- 『斬劇 戦国BASARA4皇 本能寺の変』本編映像編集
- 『斬劇「戦国BASARA」小田原征伐』本編映像編集
- 『斬劇 戦国BASARA 関ヶ原の戦い』本編映像編集
- 『斬劇「戦国BASARA」第六天魔王』本編映像編集
- 『斬劇「戦国BASARA」蒼紅乱世　紅　未来への誇り』本編映像編集
- 『斬劇「戦国BASARA」蒼紅乱世　蒼　THE PRIDE』本編映像編集
- 『DEVIL MAY CRY ーTHE LIVE HACKERー』本編映像編集
- 『斬劇「戦国BASARA」天政奉還』本編映像編集